# Johann Faber (Industrieller)
Johann Faber (* 14. Juni 1819 in Stein bei Nürnberg; † 15. Januar 1901 ebenda) war ein deutscher Industrieller.

## Leben

### Familie und Ausbildung
Johann Faber, Sohn des Bleistiftfabrikanten Georg Leonhard Faber (1788–1839) und dessen aus Cadolzburg stammender Ehegemahlin Sophie, geborene Kupfer (1790–1845), zwei Jahre jüngerer Bruder des Großindustriellen Lothar von Faber, absolvierte nach dem Besuch der Nürnberger Handelsschule eine kaufmännische Lehre.
Johann Faber heiratete im Jahre 1848 Käte, geborene Meißner. Aus dieser Ehe entstammten vier Kinder. Johann Faber verstarb im Januar 1901 in seinem 82. Lebensjahr in Stein bei Nürnberg.

### Beruflicher Werdegang

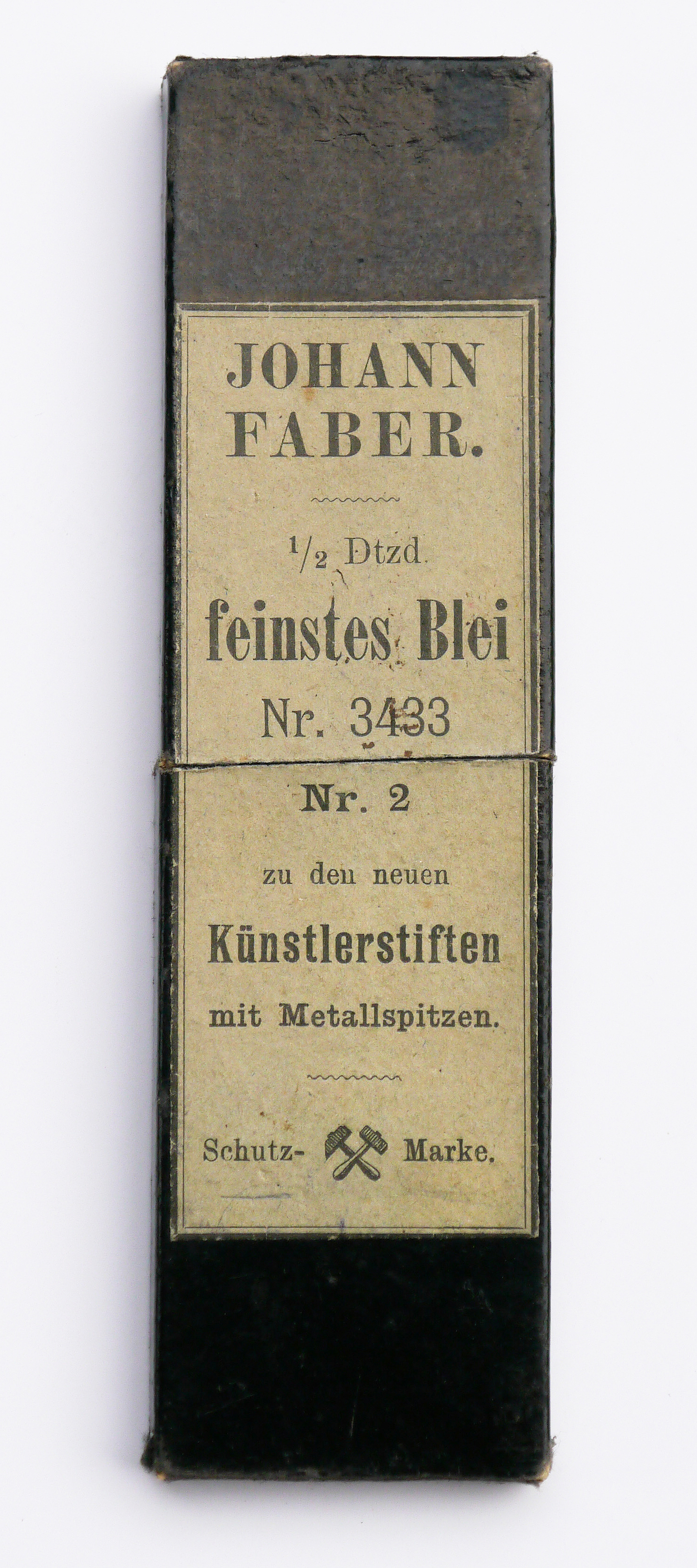
Johann Faber – feinstes Blei

Johann Faber weilte nach dem Ende seiner Lehrzeit mehrere Jahre im Ausland. Zuletzt war er im Hotelgewerbe in Prag eingesetzt. 1840 wurde er von seinem Bruder in die elterliche Bleistiftfabrik berufen, 1847 wurde er zum Teilhaber des Unternehmens sowie Leiter der Manufaktur bestellt, 1876 schied er aus dem Familienbetrieb aus.
Im Jahre 1878 gründete er die eigene Bleistiftfabrik „Johann Faber“ in Nürnberg, einige Jahre darauf eröffnete er eigene Häuser in Paris sowie London, später auch eine Agentur in New York. Über eigene Handelsreisende belieferte er den Markt aller Kontinente. 1895 ging das Unternehmen in eine Aktiengesellschaft über. 1942 wurde die Johann-Faber-Bleistiftfabrik von Faber-Castell übernommen.